# Victor Chauvet
Pour les articles homonymes, voir Chauvet.
Joseph Joachim Victor Chauvet, né le 27 juillet 1788 à Toulon et mort le 11 décembre 1842 à Hyères, est un poète et auteur dramatique français.

## Biographie
En 1793, sa famille se réfugia en Italie.
Nommé en 1809 auditeur au Conseil d'État du royaume de Naples, Chauvet exerce pendant quelques années les fonctions de sous-gouverneur des enfants du roi Joachim. Il résigne ce poste lorsque Murat met son épée au service de la coalition, et, ne croyant pas de son honneur de rester sujet d'un prince qui se déclarait l'ennemi de la France, il quitte Naples. De retour à Toulon, il se voue aux lettres et débute en 1815 par un poème en trois chants sur Sapho. Il obtint le premier accessit de poésie en 1822 et le prix en 1823. En 1820, il publie un article très critique envers la pièce Il conte dí Carmagnola d'Alessandro Manzoni, qui lui répond par sa fameuse Lettre à monsieur Chauvet sur l’unité de lieu et de temps dans la tragédie.
L'année suivante, il fait représenter à l'Odéon une tragédie en cinq actes et en vers, Arthur de Bretagne. Ce moment est l'apogée de la vie littéraire de Victor Chauvet. Couronné par l'Académie française, applaudi au théâtre, le poète des Noirs est presque aussi célèbre qu'Isambert, leur avocat. Arrivé à ce sommet, il fallut descendre ; la pente était rapide et l'auteur de Néali ne put même pas s'arrêter à mi-côte.
Le 16 août 1825, à Cambrai, il reçoit une médaille d'or des mains du président de la Société d'émulation pour une élégie intitulée La Jeune Coquette. Son nom se montre encore de temps en temps dans la Revue encyclopédique puis s'efface de la scène littéraire laisser de trace.
Parallèlement à ses productions littéraires, Victor Chauvet accomplit une consciencieuse carrière administrative en tant que fonctionnaire civil au Ministère de la Guerre. Engagé comme commis en 1815, il est promu sous-chef de bureau en 1819. À son décès, il est chef de bureau et officier de la Légion d'honneur.

## Œuvres
- Sapho, poème en trois chants (1815)
- Le Dévouement des médecins français et des sœurs de Sainte-Camille, à l'occasion de la fièvre jaune de Barcelone, poème (1822)
- L’Abolition de la traite des Noirs, ou Néali, poème (1823)
- Arthur de Bretagne, tragédie en 5 actes, Paris, Théâtre de l'Odéon, 16 août 1824
- Haïti, chant lyrique (1825)

### Sources et bibliographie
- Edmond Biré, Les poètes lauréats de l'Académie française (1864)